# Рогозянка (притока Росі)
Рогозянка (Володарка) — річка в Україні, у Володарському районі Київської області, ліва притока Росі (басейн Дніпра).

## Опис
Довжина річки 19 км, похил річки — 2,5 м/км. Формується з багатьох безіменних струмків.

## Розташування

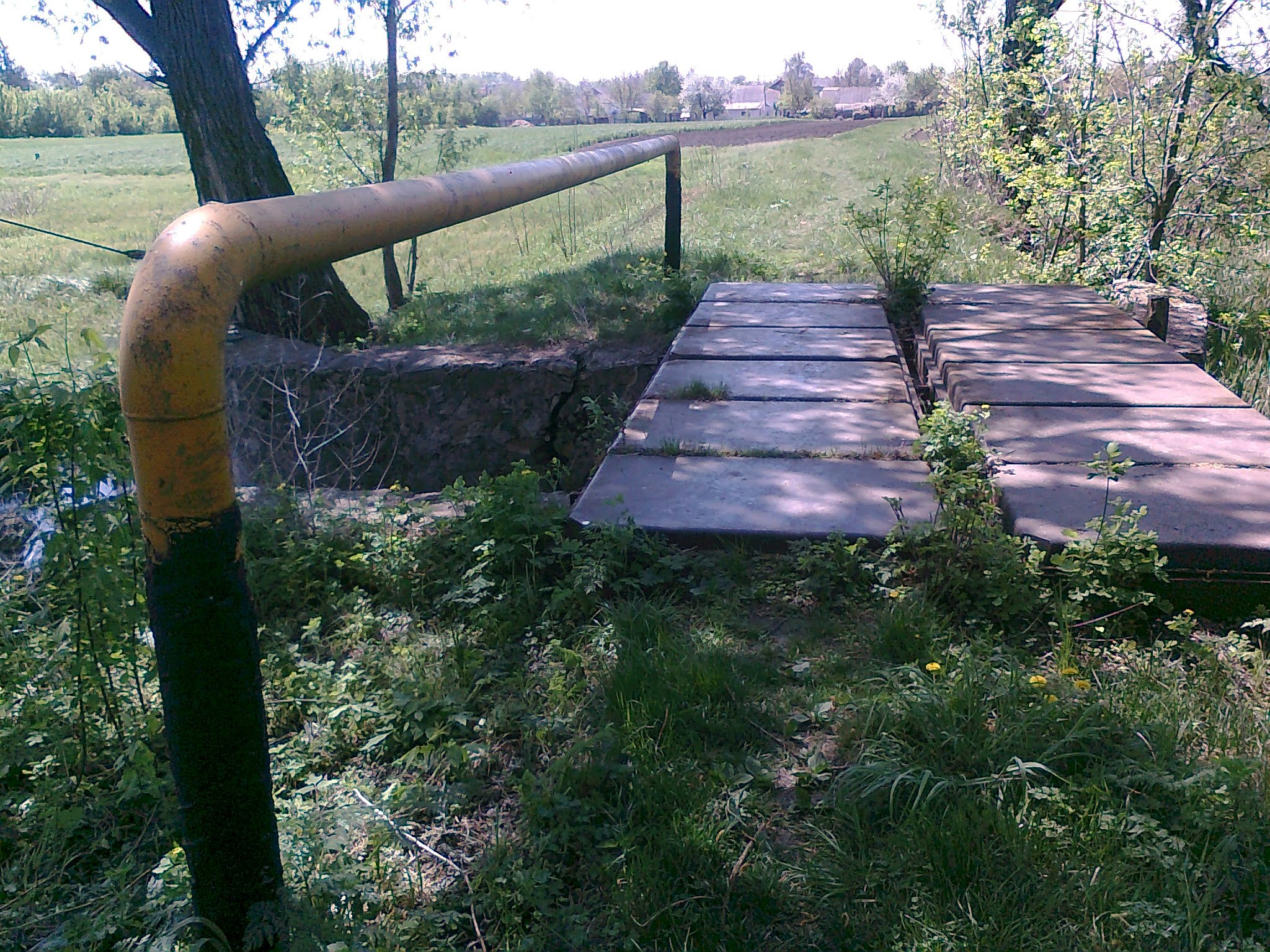
Міст та газопровід через річку Рогозянку, с. Завадівка

Бере початок на східній стороні від села Оріховець. Тече переважно на південний схід і на південно-східній околиці села Завадівка впадає в річку Рось, праву притоку Дніпра.
Населені пункти вздовж берегової смуги: Рубченки, Рогізна, Дружба.
Річку перетинає автомобільна дорога Р17.